# سبلنتر (فلم)
شظية (بالإنجليزية: Splinter) هو فيلم رعب واثارة تم انتاجه سنة 2008 في الولايات المتحدة من بطولة جيل فاغنر وباولو كوستنزو.

## القصة
محطة بنزين يسكن فيها كان طفيلي يحول كل من يلمسه إلى المخلوق اشبه بالزومبي وزوجان يلتقيان بسفاحين يقومان بالاستلاء على السيارة وخطفهم لكن حظهم العاثر يقودهم إلى المحطة التي يعيش فيها الطفيلي.

## الميزانية والإيرادات
حقق الفيلم ارباح تقدر بـ 478،931 دولار امريكي.

## وصلات خارجية
- سبلنتر على موقع IMDb (الإنجليزية)
- سبلنتر على موقع ميتاكريتيك (الإنجليزية)
- سبلنتر على موقع روتن توميتوز (الإنجليزية)
- سبلنتر على موقع نتفليكس (الإنجليزية)
- سبلنتر على موقع ألو سيني (الفرنسية)
- سبلنتر على موقع Turner Classic Movies (الإنجليزية)
- سبلنتر على موقع أول موفي (الإنجليزية)
- سبلنتر على موقع قاعدة بيانات الفيلم (الإنجليزية)
- سبلنتر على موقع ليتربوكسد (الإنجليزية)
- سبلنتر على موقع كينوبويسك (الروسية)

شظية على موقع Imdb
شظية على موقع Rotten Tomatoes